# Maelgwn ab Owain Gwynedd
Maelgwn ab Owain Gwynedd (date de naissance et de mort inconnues) fut roi d'une partie du Gwynedd.

## Biographie
Il est le fils d'Owain Gwynedd et de Gwladus ferch Llywarch ap Trahearn, et donc le frère d'Iorwerth Drwyndwn, le père de Llywelyn le Grand. À la mort d'Owain en 1170, Maelgwn règne sur l'Anglesey, mais en 1173 son frère Dafydd l'attaque et le force à l'exil en Irlande. Il revient peu après, la même année, mais est capturé et emprisonné par Dafydd. On ne sait rien de ce qu'il s'ensuit.

## Sources
- (en) Kari Maund, The Welsh Kings: Warriors, warlords and princes, Mill Brimscombe Port Stroud, The History Press, 2006 (ISBN 9780752429731), p. 182
- (en) Timothy Venning, The Kings & Queens of Wales, Mill Brimscombe Port Stroud, Amberley Publishing,, 2013 (ISBN 9781445615776), p. 90, 97